# 1860 az irodalomban
Az 1860. év az irodalomban.

## Események
- Arany Jánost a Kisfaludy Társaság megválasztja igazgatójának. Ez lehetővé teszi, hogy a költő kilenc év után végre feladja nagykőrösi tanári állását; októberben Pestre költözik. Október 13-án a Magyar Tudományos Akadémia Széchenyi-ünnepélyén felolvassa Széchenyi emlékezete című ódáját.[1]

## Megjelent új művek

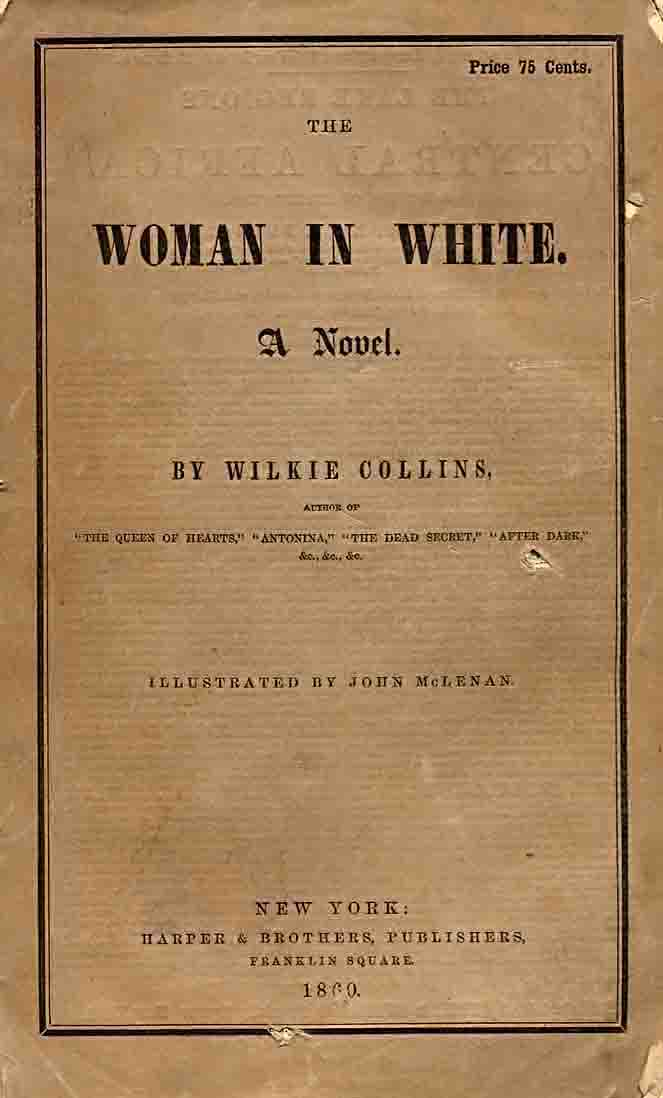
The Woman in White

- Wilkie Collins angol író regénye: The Woman in White (A fehérruhás nő)[2]
- Charles Dickens regénye folytatásokban: Szép remények (Great Expectations, 1860–1861)
- George Eliot regénye: A vízimalom (The Mill on the Floss)
- Nathaniel Hawthorne regénye: Átalakulás, avagy a Monte-Beni családrege (The Marble Faun)
- A Goncourt fivérek első regénye: Charles Demailly
- Multatuli holland író szatirikus regénye: Max Havelaar of de Koffieveilingen der Nederlandsche handelmaatsche” (Max Havelaar, vagy a Hollandiai Kereskedelmi Társaság kávéüzletei)
- Henry Murger francia író: Le Sabot rouge (Aranypata), „az első igazán realista parasztregény”[3]
- Fjodor Mihajlovics Dosztojevszkij
  - műveinek első gyűjteményes kiadása (két kötet)
  - elkezdődik a Feljegyzések a holtak házából (Записки из Мёртвого дома) közlése[4]
- Ivan Turgenyev
  - regénye: A küszöbön (Накануне)
  - elbeszélése: Első szerelem (Первая любовь)
- Jacob Burckhardt svájci kultúr- és művészettörténész monográfiája: Die Cultur der Renaissance in Italien (A reneszánsz Itáliában)

### Költészet
- Antanas Baranauskas litván költő költeménye: Anykščių šilelis (Anykščiai erdő)[5]

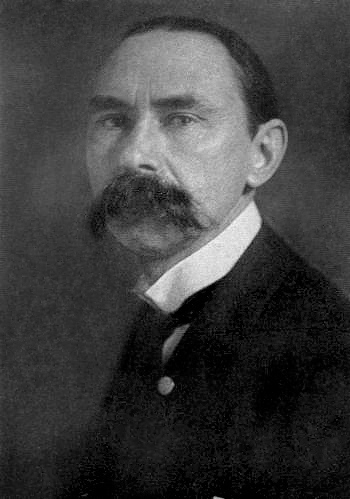
Douglas Hyde

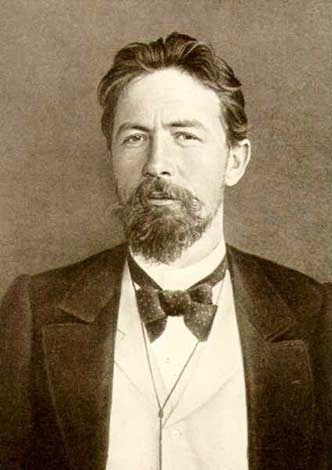
A. P. Csehov

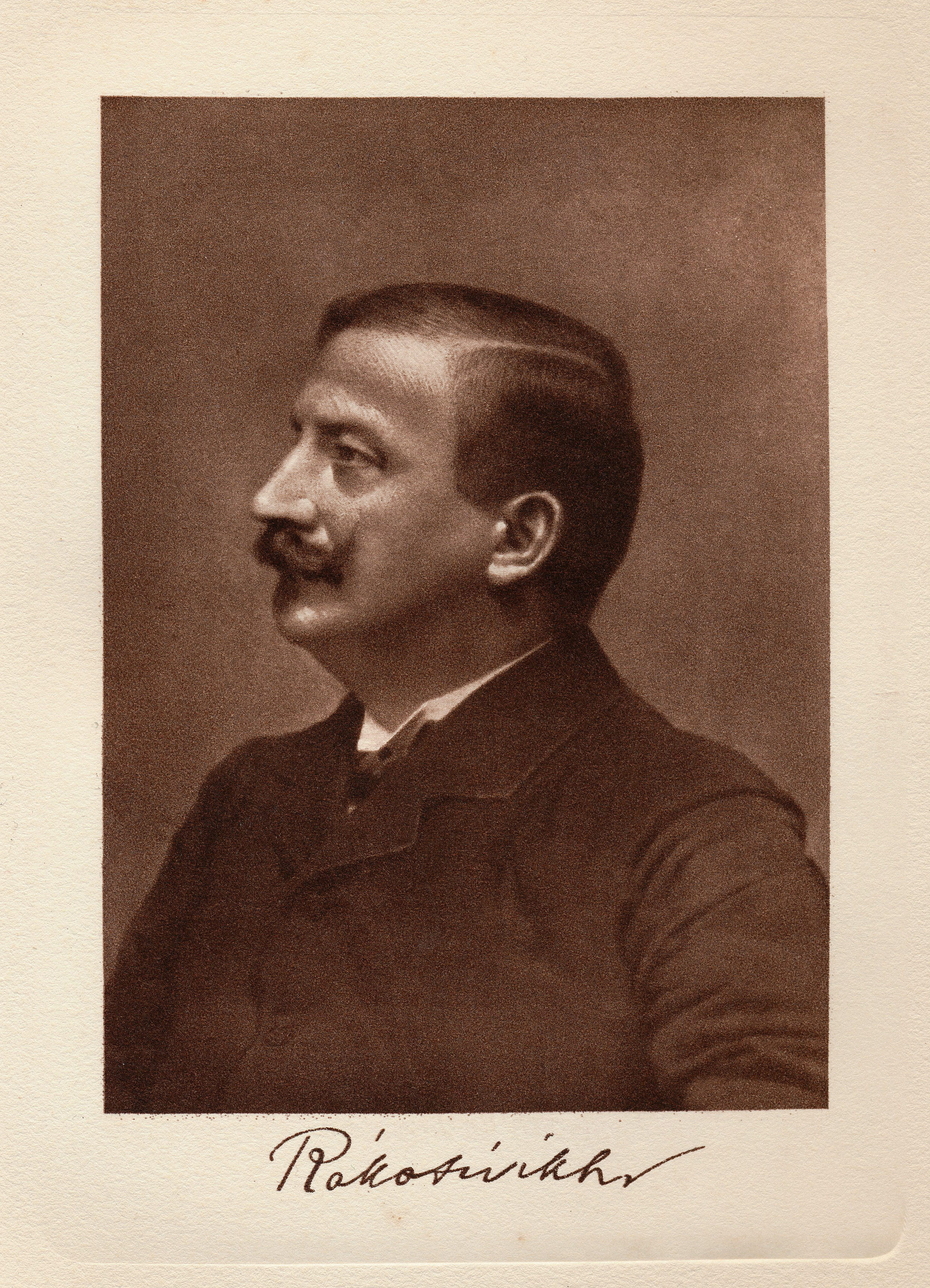
Rákosi Viktor

### Dráma
- Eugène Labiche vígjátéka: Le Voyage de monsieur Perrichon (Perrichon úr utazása)

### Magyar nyelven
- Arany János:
  - verseiből: Széchenyi emlékezete (a Budapesti Szemlében), Rendületlenül, Az örök zsidó
  - tanulmánya: Naiv eposzunk (a Szépirodalmi Figyelőben)
- Jókai Mór regénye: Szegény gazdagok
- Vajda János: Vészhangok (verseskötet)
- Gyulai Pál tanulmánya: Katona József és Bánk Bánja (a Budapesti Szemlében)

## Születések
- január 16. – Kőrösi Albin műfordító, irodalomtörténész, a spanyol irodalom hazai propagátora († 1936)
- január 17. – Douglas Hyde ír politikus, nyelvész, folklorista, költő, drámaíró († 1949)
- január 29. – Anton Pavlovics Csehov orosz író, drámaíró († 1904)
- augusztus 16. – Jules Laforgue francia költő († 1887)
- szeptember 20. – Rákosi Viktor magyar író († 1923)
- szeptember 22. – Kúnos Ignác nyelvész, turkológus, folklorista, a török népköltészet kutatója († 1945)
- 1860 – Togolok Moldo kirgiz költő, vándordalnok († 1942)

## Halálozások
- január 29. – Ernst Moritz Arndt, német szerző, korának egyik legismertebb költője (* 1769)
- április 8. – Széchenyi István politikus, író, közgazdász, a „legnagyobb magyar”; a Magyar Tudományos Akadémia alapításában is kezdeményező szerepet vállalt, amikor „a nemzetiség és nyelv erősítése, terjesztése és pallérozása szent céljára” felajánlotta jószágainak egy évi jövedelmét (* 1791)
- május 14. – Ludwig Bechstein német költő (* 1801)
- október 5. – Alekszej Sztyepanovics Homjakov orosz költő, filozófus (* 1804)